# Batallón Melipilla

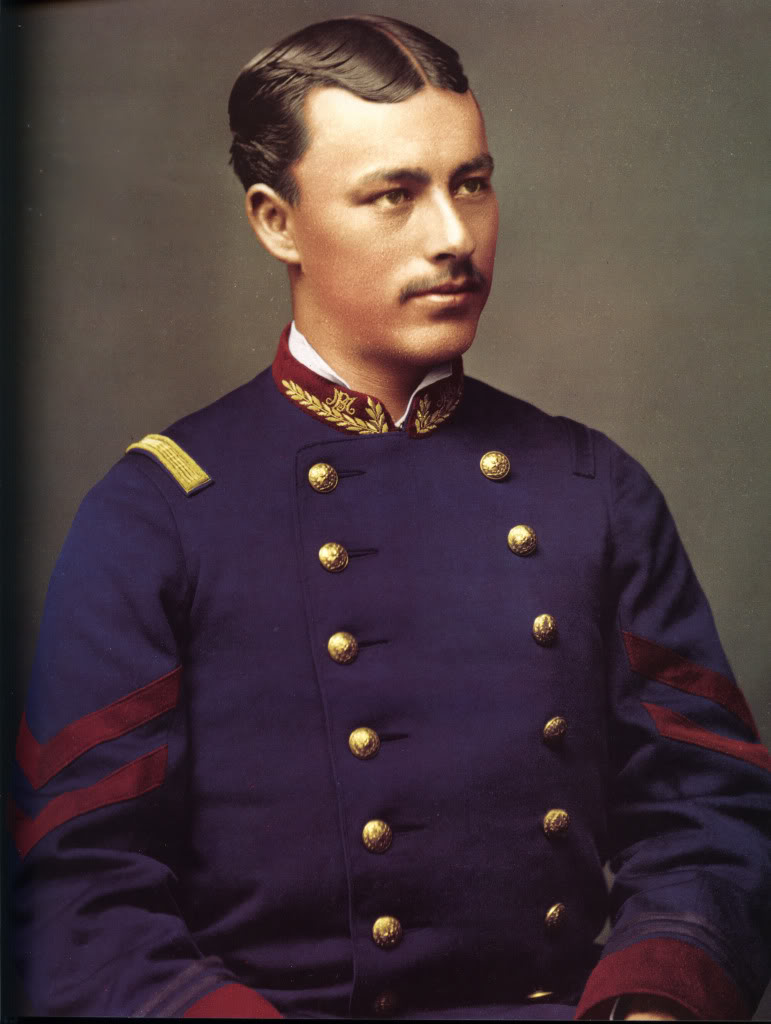
Teniente Antonio Núñez del "Melipilla". Se puede ver en el cuello de su chaqueta una "B" y una "M".

El Batallón Melipilla fue una unidad militar de la Guardia Nacional (Chile) reorganizada por decreto presidencial el 5 de abril de 1879 con motivo del inicio de la Guerra del Pacífico.: 18  El 21 de julio de 1880 se decretó que debía contar con seis compañías de 150 hombres cada una.: 751–752 
Durante la Campaña de Tacna y Arica estuvo acantonado en Antofagasta.: 816 
Durante la Campaña de Lima (1880-1881) aparece formando parte de la I División bajo las órdenes de Vicente Balmaceda: 883  allí le cupo la misión de atacar por la playa a las fuerzas enemigas atrincheradas en el Morro Solar, junto al Regimiento Coquimbo.: 930 